# Melanocanthon nigricornis
Melanocanthon nigricornis là một loài bọ cánh cứng trong họ Bọ hung (Scarabaeidae).